# Aeroporto Internazionale di Chūbu-Centrair
L'Aeroporto Internazionale Chūbu Centrair (中部国際空港?, Chūbu Kokusai Kūkō) (IATA: NGO, ICAO: RJGG) è un aeroporto situato su un'isola artificiale a 35 km sud-est della città di Nagoya nella regione del Chūbu, in Giappone.
L'aeroporto è di tipo internazionale ed è classificato di prima classe e rappresenta il punto di accesso per la regione centrale del Giappone. Nel 2006 l'aeroporto è stato frequentato da 11.721.673 passeggeri ed è stato l'ottavo scalo del Paese. Nel 2005 sono state trasportate 273.874 tonnellate di merci.

## Collegamenti

### Treno

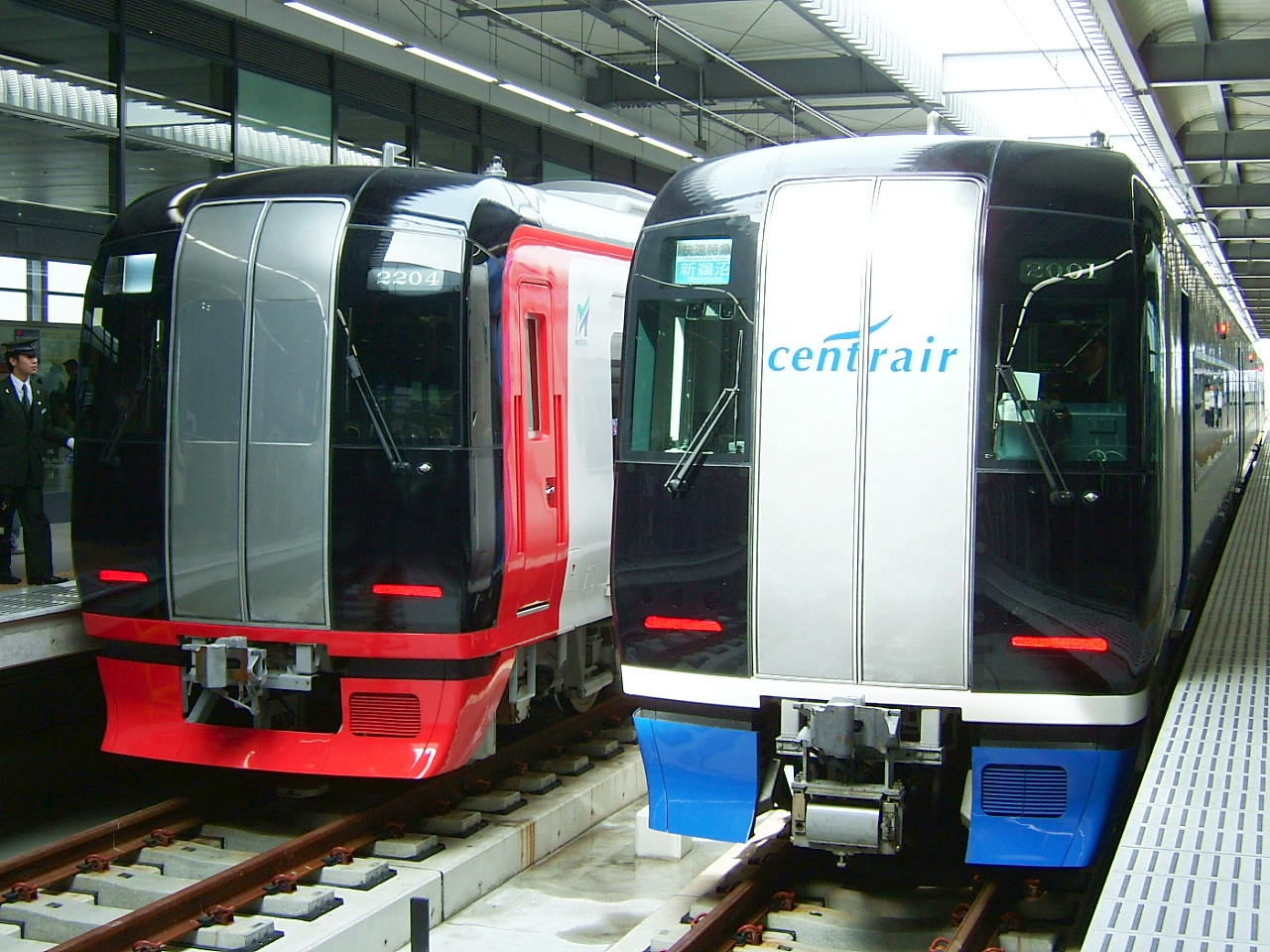
μSky Limited Express (destra) e Limited Express (sinistra)

L'aeroporto è collegato con il centro di Nagoya grazie alla linea Meitetsu Aeroporto. Il treno più veloce, l'espresso limitato "μSky Limited Express" collega l'aeroporto con la stazione di Nagoya in 28 minuti.

### Bus
Dall'aeroporto partono bus per Nagoya e diverse destinazioni nel Giappone centrale.

### Traghetto
Un servizio di traghetti collega l'aeroporto con la parte occidentale della baia di Ise. I traghetti per Tsu impiegano 40 minuti.

### Automobile
È presente una strada a pedaggio che unisce l'aeroporto alla terraferma.

## Statistiche
Questo grafico non è disponibile a causa di un problema tecnico.
Si prega di non rimuoverlo.
Vedi la query Wikidata di origine.